# Дурин (мифология)
Ду́рин (др.-исл. Durinn) — в скандинавской мифологии один из прародителей гномов (двергов).

## Этимология
Древнеисландское имя Durinn означает «несущий сон», «спящий». Аналогичные переводы встречаются и в других современных языках (англ. sleeper, нем. Schlummer, Schlummernder). Существуют и альтернативные версии: например, «дверной страж» (нем. Türhüter) или «демоническое существо» (нем. dämonisches Wesen). Встречается другой, более редкий (устаревший) вариант транслитерации древнеисландского имени Дурин — Дуринн (Е. М. Мелетинский).

## Дурин в письменных источниках
В «Старшей Эдде» Дурин упоминается в эпизоде создания богами карликов («Прорицание вёльвы»):

«9 Тогда сели боги

на троны могущества

и совещаться

стали священные:

кто должен племя

карликов сделать

из Бримира крови

и кости Блаина.

10 Мотсогнир старшим

из племени карликов

назван тогда был,

а Дурин — вторым;

карлики много

из глины слепили

подобий людских,

как Дурин велел.»

Этот же, несколько изменённый, сюжет приводит в «Видении Гюльви» (глава 12) и автор «Младшей Эдды» Снорри Стурлусон: 

«Затем сели боги на своих престолах и держали совет и вспомнили о карликах, что завелись в почве и глубоко в земле, подобно червям в мёртвом теле. Карлики зародились сначала в теле Имира, были они и вправду червями. Но по воле богов они обрели человеческий разум и приняли облик людей. Живут они, однако ж, в земле и в камнях. Был старший Модсогнир, а второй — Дурин».

Согласно древнеисландской «Саге о конунге Хейдреке Мудром» Дурин (именуемый порою Дулин, др.-сканд. Dulinn) вместе с другим двергом Двалином выковал конунгу Сигрлами меч Тюрвинг (существует также мнение, что в этом эпизоде речь идёт о каком-то ином карлике Дурине).
Английский писатель и филолог Толкин взял из «Прорицания вёльвы» имена для многих своих гномов в «Хоббите», в том числе, и Дурина. Известно сразу семь таких персонажей: Дурин Бессмертный, Дурин II и другие.

## Интерпретации и мнения
Очень немногие из двергов, перечисленных в «Прорицании вёльвы», упоминаются в других местах; не совсем ясно, почему именно Дурин был выбран в качестве авторитета, который «велел» (или, согласно другим переводам: «сказал»). Наряду с Модсогниром («Высасывающий силы; Тот, кто пьёт мощь») он был назван одним из первых гномов. Возможное объяснение даёт следующая интерпретация эддического текста: боги создали только двух двергов — Модсогнира и Дурина — которые, в свою очередь, слепили из земли (или под землёй) других карликов, положив таким образом начало этой расе. Выражение «из глины слепили подобий людских» в этом случае следует понимать, что они сделали не людей, а карликов по подобию человека. Возможно, что Стурлусон не совсем понял это довольно туманное описание из «Старшей Эдды» и предложил свою версию сотворения двергов. В целом же, мотив создания первых двух двергов из крови и костей, а последующих из земли напоминает (только в обратном порядке) библейский миф о сотворённом из земли Адаме и вышедшей из его ребра Еве.
В одном из манускриптов «Младшей Эдды» в отрывке, повествующем о создании карликов, наряду с Durinn упомянут и Dyrinn, однако, по всей видимости, это один и тот же персонаж. Кроме того, существует мнение, что и Дурнир (др.-сканд. Durnir), встречающийся в главе 15 «Саги об Инглингах», не кто иной, как Дурин.
Неоязыческое движение Асатру предлагает своё видение этой фигуры, согласно которому в первую эру творения мира дверг Дурин был помощником хранителя мудрости Мимира, но за попытку украсть его священный мёд был изгнан последним в Утгард, где и будет находиться до наступления Рагнарёка.